# Psapharomydops procerus
Psapharomydops procerus är en tvåvingeart som beskrevs av Lindner 1966. Psapharomydops procerus ingår i släktet Psapharomydops och familjen vapenflugor.
Artens utbredningsområde är Kongo. Inga underarter finns listade i Catalogue of Life.